# Markus Schmid
Markus Schmid, geboren als Marcus Schmid (* 18. September 1936 in Kapstadt, Südafrika) ist ein ehemaliger Schweizer Feldhandballspieler.

## Privat
Er wurde 1936 in Kapstadt in Südafrika als Marcus geboren. Durch die Germanophobie auf Grund des Zweiten Weltkrieges konnte er mit seinen Eltern kein Schweizerdeutsch in der Öffentlichkeit sprechen. Als die Familie in die Schweiz kamen, wurde ihnen mitgeteilt, dass der Name Marcus nicht gehe und er ab sofort Markus heisst. Heutzutage heisst er in den Schweizer Unterlagen Markus und in den südafrikanischen Marcus.
Schmid arbeitete als Kaufmann bei dem Schuhhersteller Bally.

## Club
Sein Vater verbot ihm Fussball zuspielen, da dieser sein Bein beim Fussballspielen brach. Daher begann er ca. 1950/51 mit Handball beim BTV Aarau (BTV).
Schmid spielte bis ca. 1966 für den BTV. Mit dem wurde er dreimal Feldhandball Schweizermeister und gewann viermal den Feldhandball-Cup. Als er von Bally nach Zürich versetzt worden ist, wechselte er zum TV Unterstrass (TVU). Er wechselte zum TVU weil dieser dem Eidgenössischen Turnverein angehörte. Auf Grund seiner Arbeit spielte er in Lyon und für die Union West Wien.

## Nationalmannschaft
Er bestritt 1958 mit der B-Feldnati sein erstes Länderspiel gegen die bayerische Auswahl.
Sein erstes Spiel mit der A-Feldnati spielte er gegen die ungarische Mannschaft an der Feldhandball-Weltmeisterschaft 1959. Für die Schweizer Feldnati bestritt er 21 Spiele und warf dabei zehn Tore. Neben der Weltmeisterschaft 1959 spielte er die Feldhandball-Weltmeisterschaft 1966.

## Erfolge
- 3 × Feldhandball Schweizermeister: 1956, 1960 & 1962
- 3 × Feldhandball Vizemeister: 1958, 1959 & 1966
- 4 × Feldhandball Cupsieger: 1957, 1960, 1963 & 1966